# Marianne Jensen (Politikerin)
Benedikte Sofie Johanne Marianne Jensen (geb. Kristensen; * 26. November 1949 in Ilulissat) ist eine grönländische Politikerin und Lehrerin.

## Leben

### Frühe Jahre
Marianne wurde als Tochter des Handelsassistenten Niels Jonas Abraham Kristian Kristensen (1904–1971) und dessen Frau Birgithe Augusta Inger Tobiassen (1905–1988) geboren. Der Vater ihrer Mutter stammte aus der Herrnhuter Brüdergemeine. Sie war das jüngste von zehn Kindern und besuchte ab 1961 ein Internat in Nuuk. Sie hatte Bestnoten, die es ihr ermöglichten, mit 16 Jahren als erste Grönländerin am Programm des American Field Service teilzunehmen. Sie kam bei einer Familie im US-Bundesstaat Oklahoma unter. Sie schloss dort 1967 die Highschool ab, zog nach Dänemark, wo sie 1970 in Gladsaxe ihren Gymnasialabschluss machte. Anschließend begann sie an der Universität Kopenhagen Französisch und Medizin zu studieren, kehrte aber 1973 nach Grönland zurück, u. a. wegen des Todes ihres Vaters. Dort wurde sie Teilzeitlehrerin an der Atuarfik Mathias Storch und der Atuarfik Jørgen Brønlund, den beiden Volksschulen in Ilulissat.
Am 12. April 1979 heiratete sie den dänischen Personalchef Søren Peter Jensen (* 1946) aus Holstebro, Sohn des Krankenträgers Arthur Juul Søren Christian Jensen, von 1982 bis 1985 Bürgermeister der Holstebro Kommune, und von Marie Elisabeth Jacobsen. Aus der 1999 geschiedenen Ehe gingen die drei Söhne Karl Kristian (* 1979), Jeppe (* 1980) und Carsten (* 1985) hervor. 1981 begann sie ein Fernstudium am Staatsseminar in Jelling, das sie 1985 als Jahrgangsbeste abschloss, und in der Folge wurde sie an der Atuarfik Mathias Storch festangestellt und 1988 zur Oberlehrerin ernannt.

### Politikkarriere
Aus ihrem politischen Interesse entstand 1989 die Entscheidung, sich zur Kommunalwahl aufzustellen. Auf Anhieb erhielt sie die meisten Stimmen aller Kandidaten und wurde somit für die Siumut zur ersten weiblichen Bürgermeisterin der Gemeinde Ilulissat. Obwohl sie bei der Parlamentswahl 1991 nicht angetreten war, ernannte man sie zur anschließend zur Ministerin für Kultur, Bildung und Kirche im Kabinett Johansen I. Im Mai 1992 kamen noch die Ressorts Forschung und Nordische Zusammenarbeit dazu. Anlässlich ihrer Ernennung zur Ministerin gab sie das Bürgermeisterinnenamt auf und wurde in der Gemeinde von Ole Dorph nachgefolgt. Unter anderem plante sie das 1994 zu erbauen begonnene Katuaq mit, das Kulturhaus in Nuuk. Bei der Parlamentswahl 1995 wurde sie erstmals ins Inatsisartut gewählt. Zudem wurde sie erneut Ministerin, diesmal für Gesundheit, Umwelt und Forschung im Kabinett Johansen II bzw. ab 1997 im Kabinett Motzfeldt VI. In den folgenden Jahren begann die Kritik an ihrer Arbeit zu wachsen, bis sie sich schließlich – auch bedingt durch ihre Eheprobleme – am Ende der Legislaturperiode aus der Politik zurückzog.

### Späteres Leben
Anschließend war sie als Beraterin für indigene Völker für die Internationale Arbeitsorganisation tätig. Nebenher engagierte sie sich ins zahlreichen sozialen Institutionen. 2009 schloss sie sich der Inuit Ataqatigiit an.
1996 wurde sie zur Ritterin des Dannebrogordens ernannt.